# Championnats du monde de cyclisme sur route 2003
Navigation
Zolder 2002 Vérone 2004
Les Championnats du monde de cyclisme sur route 2003 ont eu lieu du 7 au 12 octobre 2003 à Hamilton au Canada. 

## Résultats

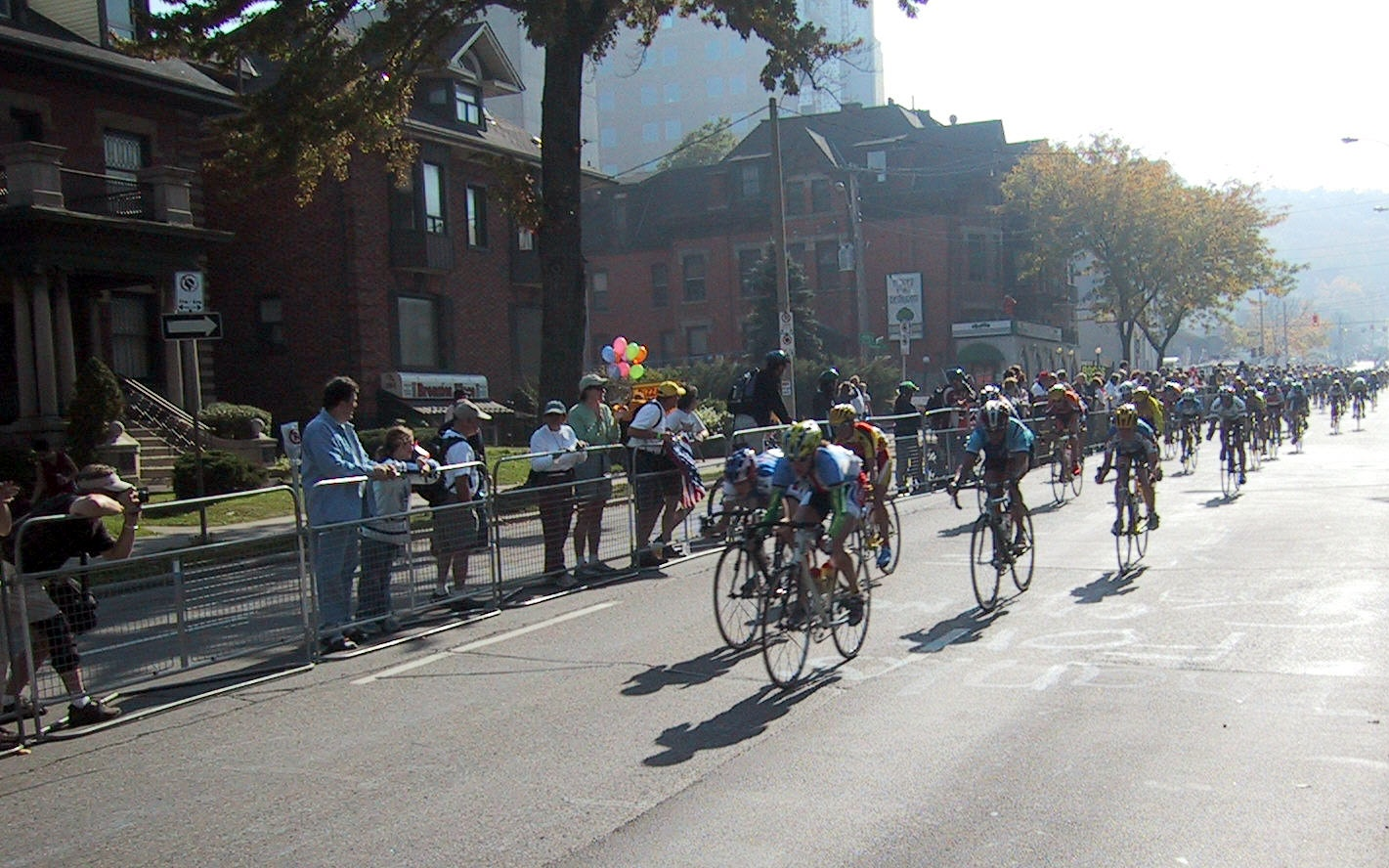

| Épreuves :                            | Or                            | Or              | Argent                     | Argent | Bronze                     | Bronze |
| Épreuves masculines                   |                               |                 |                            |        |                            |        |
| Course en ligne Résultats détaillés   | Igor Astarloa Espagne         | 6 h 30 min 19 s | Alejandro Valverde Espagne | + 5 s  | Peter Van Petegem Belgique | + 5 s  |
| Contre-la-montre Résultats détaillés  | Michael Rogers Australie      | 52 min 42 s     | Uwe Peschel Allemagne      | + 0 s  | Michael Rich Allemagne     | + 10 s |
| Épreuves masculines - moins de 23 ans |                               |                 |                            |        |                            |        |
| Course en ligne Résultats détaillés   | Sergueï Lagoutine Ouzbékistan | 4 h 14 min 05 s | Johan Vansummeren Belgique | + 0 s  | Thomas Dekker Pays-Bas     | + 0 s  |
| Contre-la-montre Résultats détaillés  | Marcus Fothen Allemagne       | 38 min 35 s     | Niels Scheuneman Pays-Bas  | + 18 s | Alexandr Bespalov Russie   | + 21 s |
| Épreuves féminines                    |                               |                 |                            |        |                            |        |
| Course en ligne Résultats détaillés   | Susanne Ljungskog Suède       | 3 h 16 min 06 s | Mirjam Melchers Pays-Bas   | + 10 s | Nicole Cooke Royaume-Uni   | + 12 s |
| Contre-la-montre Résultats détaillés  | Joane Somarriba Espagne       | 28 min 23 s     | Judith Arndt Allemagne     | + 11 s | Zulfiya Zabirova Russie    | + 26 s |
| Épreuves masculines - juniors         |                               |                 |                            |        |                            |        |
| Course en ligne Résultats détaillés   | Kai Reus Pays-Bas             | 3 h 01 min 30 s | Anders Lund Danemark       | + 14 s | Lukaz Fus Tchéquie         | + 14 s |
| Contre-la-montre Résultats détaillés  | Mikhail Ignatiev Russie       | 27 min 01 s     | Dmytro Grabovskyy Ukraine  | + 21 s | Viktor Renäng Suède        | + 22 s |
| Épreuves féminines - juniors          |                               |                 |                            |        |                            |        |
| Course en ligne Résultats détaillés   | Loes Markerink Pays-Bas       | 2 h 05 min 39 s | Irina Tolmacheva Russie    | + 0 s  | Sabine Fischer Allemagne   | + 0 s  |
| Contre-la-montre Résultats détaillés  | Bianca Knöpfle Allemagne      | 22 min 17 s     | Loes Markerink Pays-Bas    | + 16 s | Iris Slappendel Pays-Bas   | + 30 s |

## Tableau des médailles
| Rang | Nation           | Médaille d'or | Médaille d'argent | Médaille de bronze | Total |
| ---- | ---------------- | ------------- | ----------------- | ------------------ | ----- |
| 1    | Pays-Bas         | 2             | 3                 | 2                  | 7     |
| 2    | Allemagne        | 2             | 2                 | 2                  | 6     |
| 3    | Espagne          | 2             | 1                 | -                  | 3     |
| 4    | Russie           | 1             | 1                 | 2                  | 4     |
| 5    | Suède            | 1             | -                 | 1                  | 2     |
| 6    | Nouvelle-Zélande | 1             | -                 | -                  | 1     |
| 6    | Australie        | 1             | -                 | -                  | 1     |
| 8    | Belgique         | -             | 1                 | 1                  | 2     |
| 9    | Danemark         | -             | 1                 | -                  | 1     |
| 9    | Ukraine          | -             | 1                 | -                  | 1     |
| 11   | Tchéquie         | -             | -                 | 1                  | 1     |